# Rašov
Rašov (německy Raschau) je obec v okrese Brno-venkov v Jihomoravském kraji. Rozkládá se v Hornosvratecké vrchovině, na okrajích přírodních parků Svratecká hornatina a Lysicko, přibližně osm kilometrů severně od Tišnova. Žije zde 249 obyvatel.

## Historie
První písemná zmínka o obci pochází z roku 1341 (Rassau).

## Obyvatelstvo
| Rok            | 1869 | 1880 | 1890 | 1900 | 1910 | 1921 | 1930 | 1950 | 1961 | 1970 | 1980 | 1991 | 2001 | 2011 | 2021 |
| -------------- | ---- | ---- | ---- | ---- | ---- | ---- | ---- | ---- | ---- | ---- | ---- | ---- | ---- | ---- | ---- |
| Počet obyvatel | 440  | 454  | 431  | 434  | 407  | 387  | 378  | 365  | 360  | 315  | 287  | 227  | 222  | 225  | 248  |
| Počet domů     | 66   | 67   | 66   | 68   | 67   | 67   | 68   | 81   | 78   | 74   | 76   | 87   | 86   | 91   | 93   |

Vývoj počtu obyvatel

## Obecní správa a politika
Do konce roku 2006 spadal Rašov do okresu Blansko, od začátku roku 2007 je součástí okresu Brno-venkov.

### Politika
V letech 2006–2010 funkci starosty zastával František Pokoj, od roku 2010 tuto pozici vykonává Miloš Petříček.

### Obecní symboly
Znak a vlajka byly obci uděleny rozhodnutím předsedy Poslanecké sněmovny Parlamentu České republiky dne 5. října 2004.

## Pamětihodnosti
- Kostel svatého Jakuba Staršího

## Osobnosti
- Josef Kozlovský (1880–1973), pedagog

## Galerie

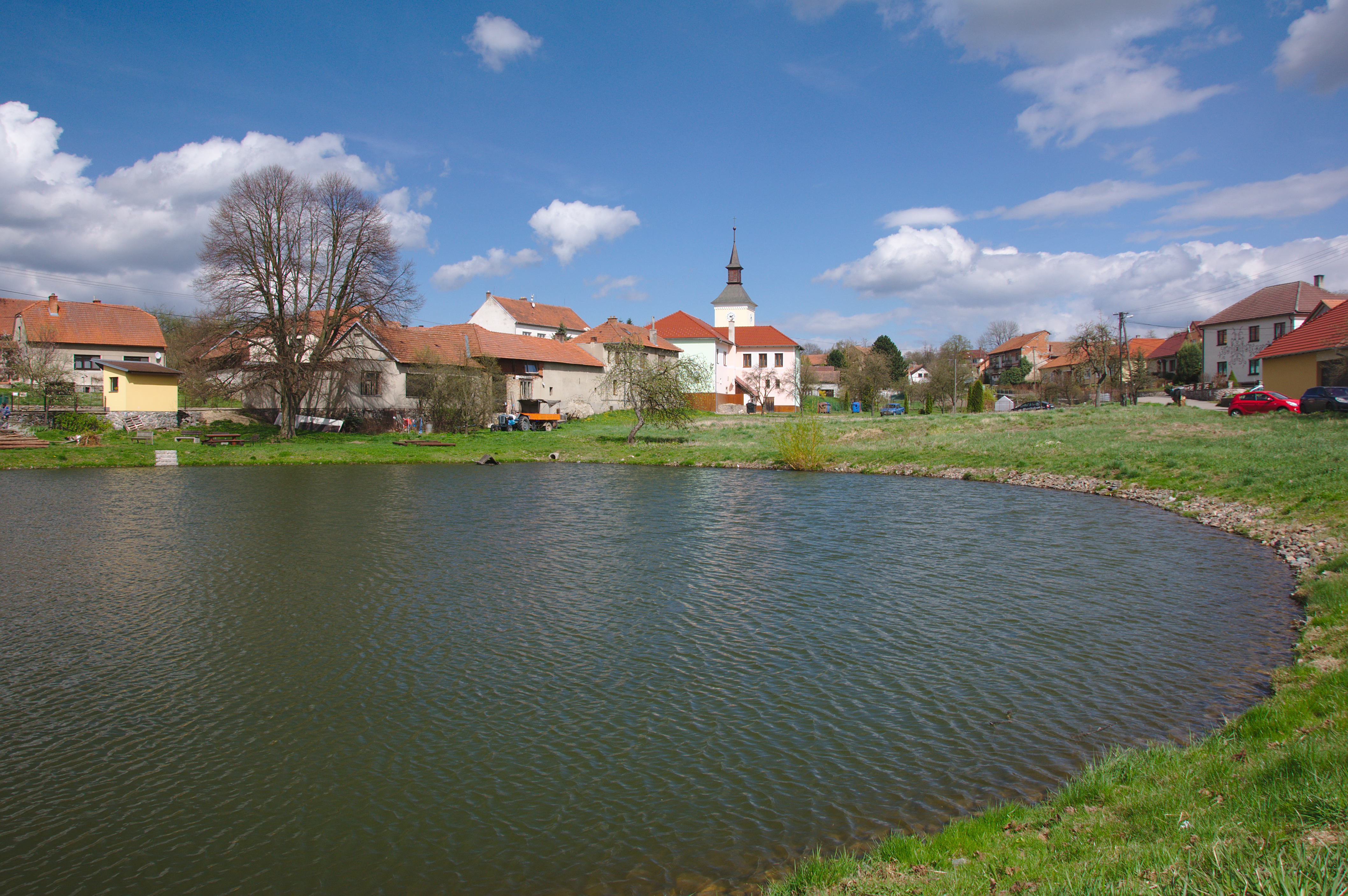
Pohled na vesnici přes rybník
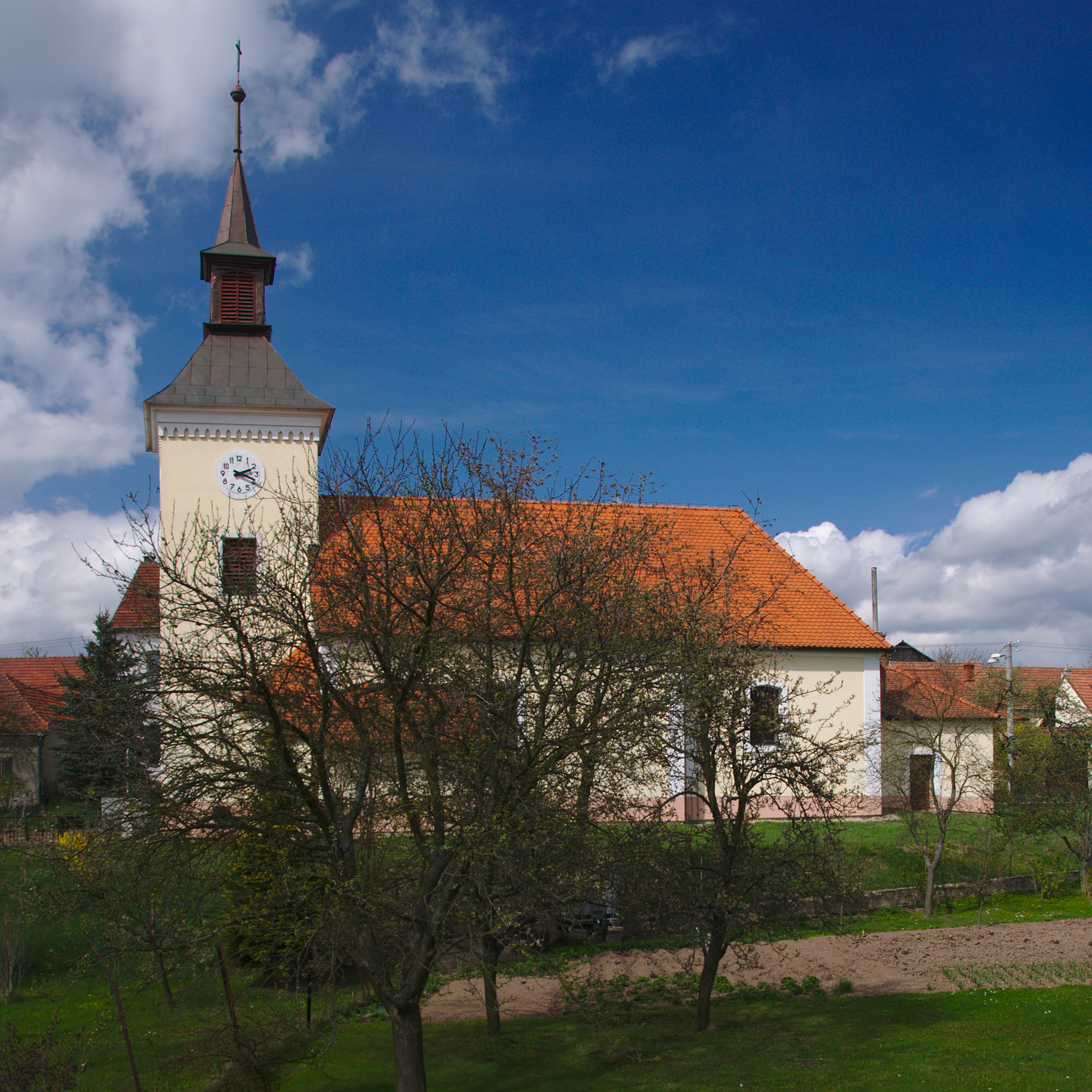
Kostel svatého Jakuba Staršího
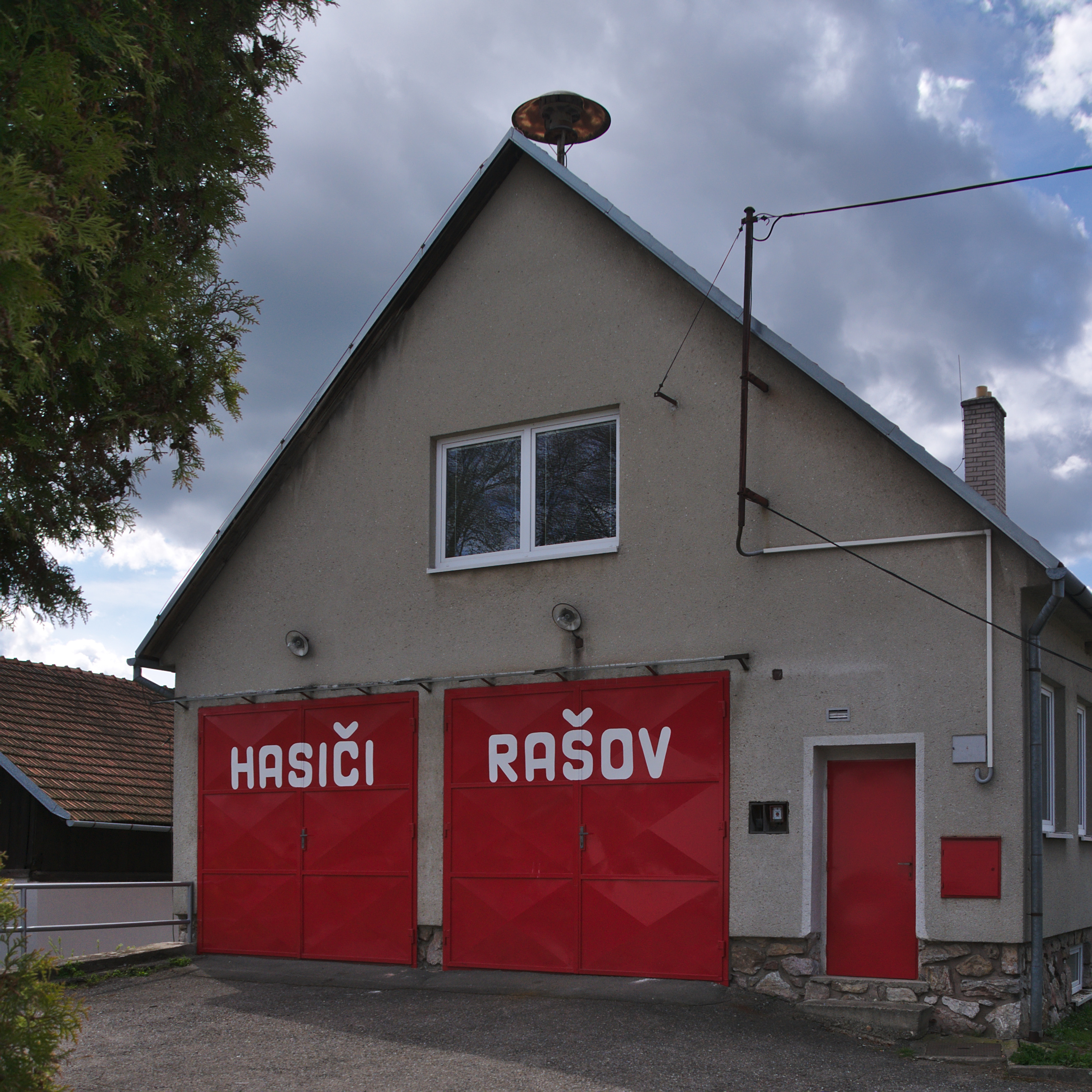
Hasičská zbrojnice
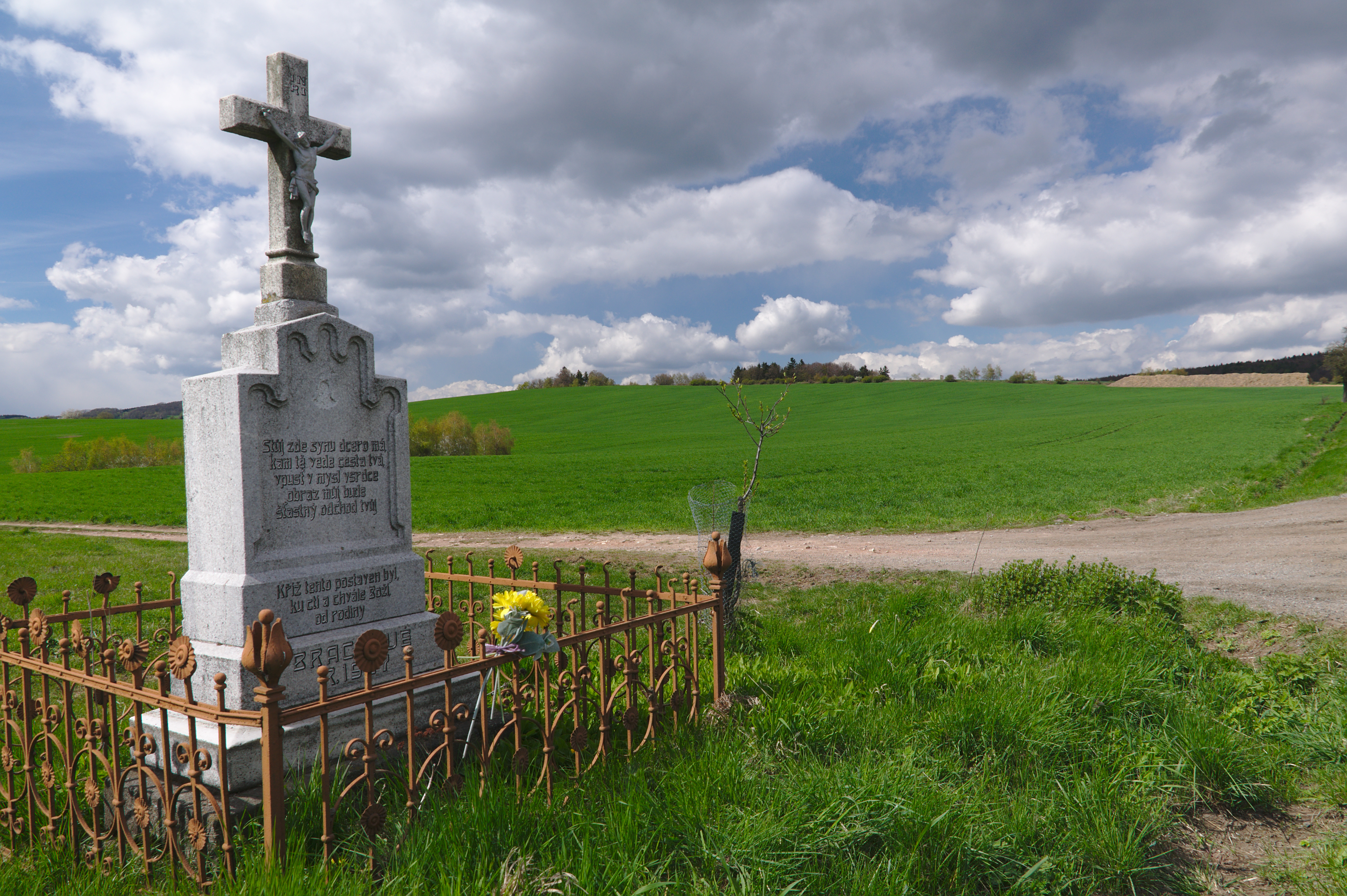
Kříž severně od obce
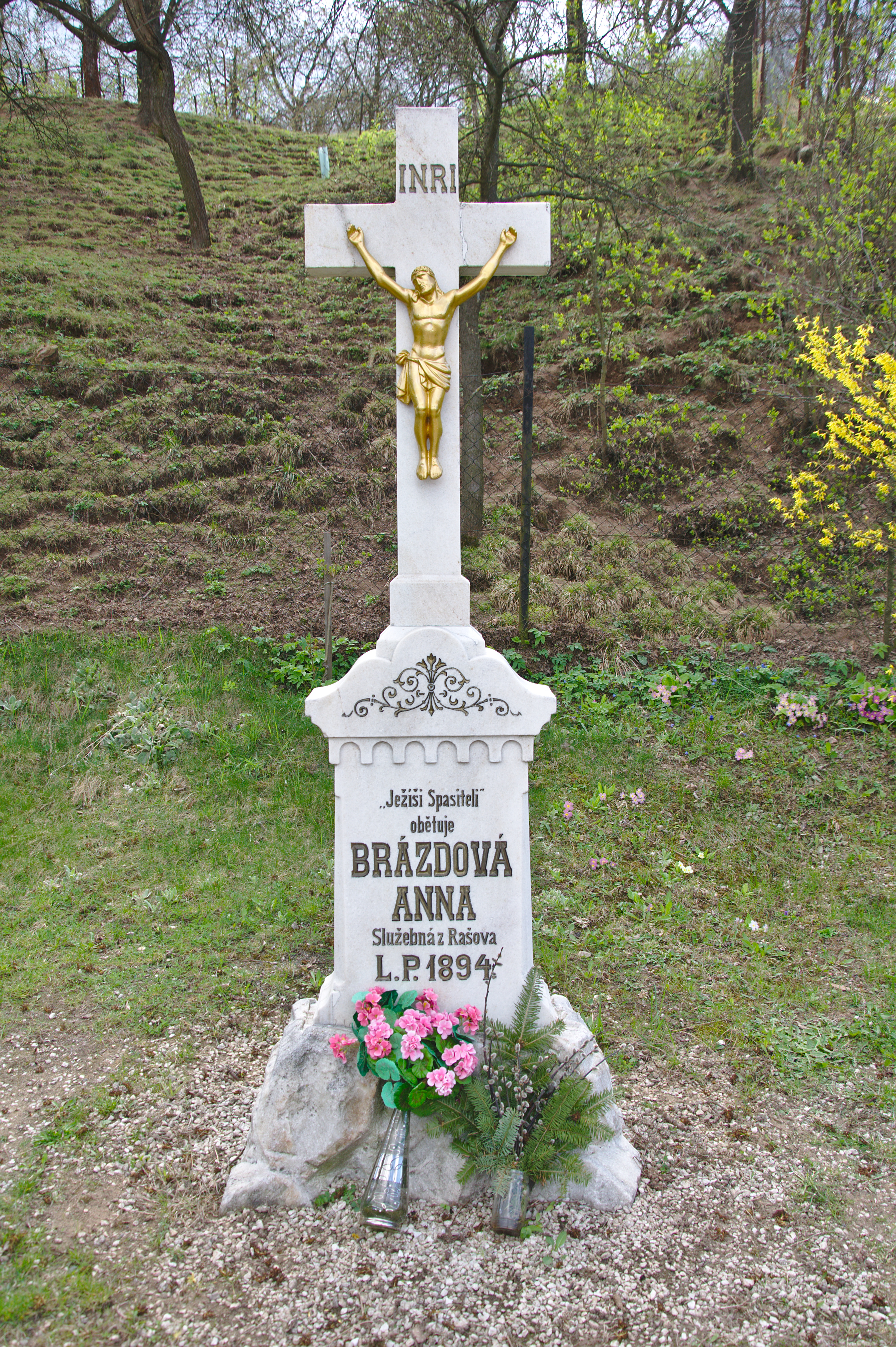
Kříž v západní části obce
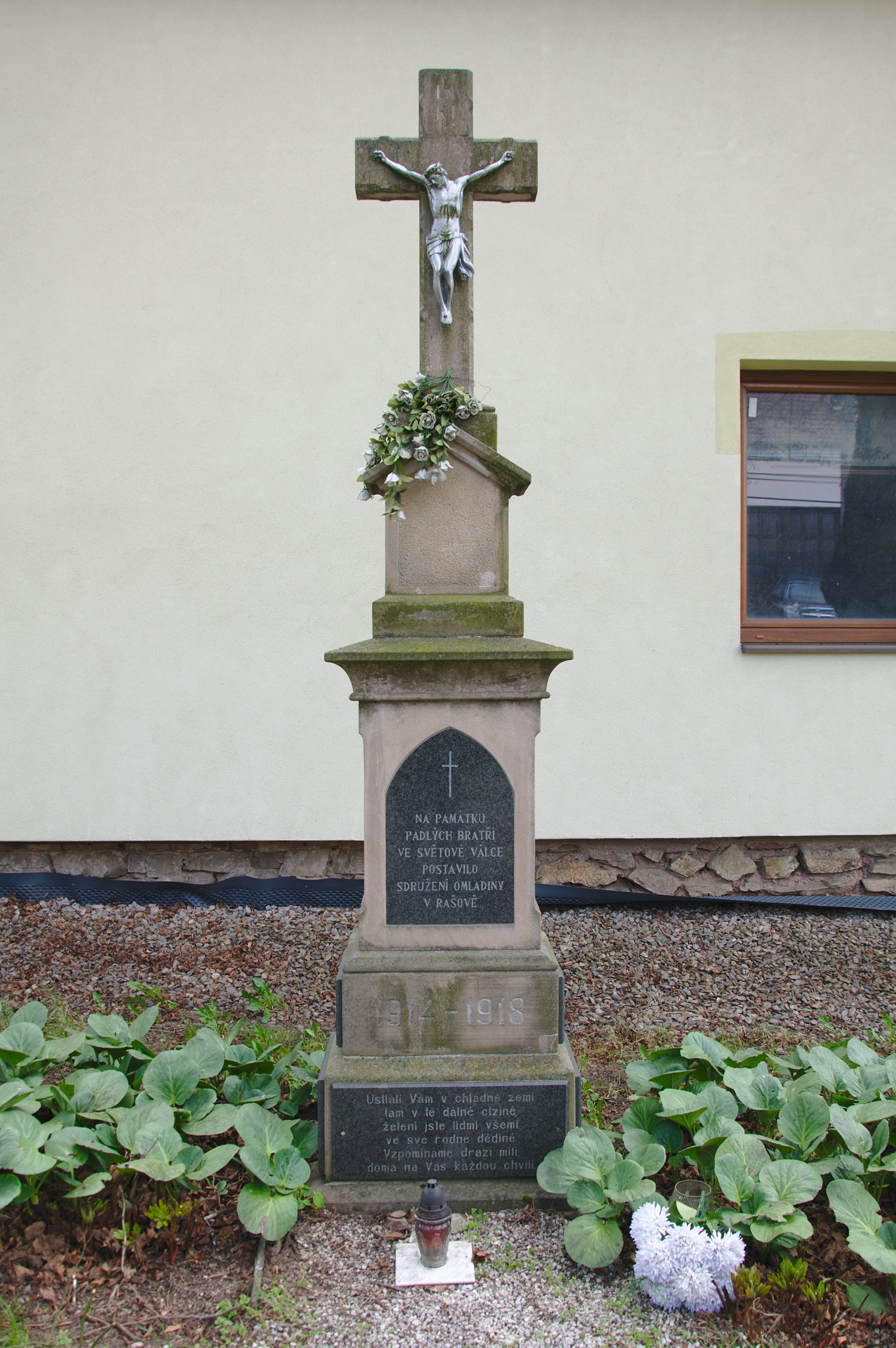
Kříž u č.p. 77
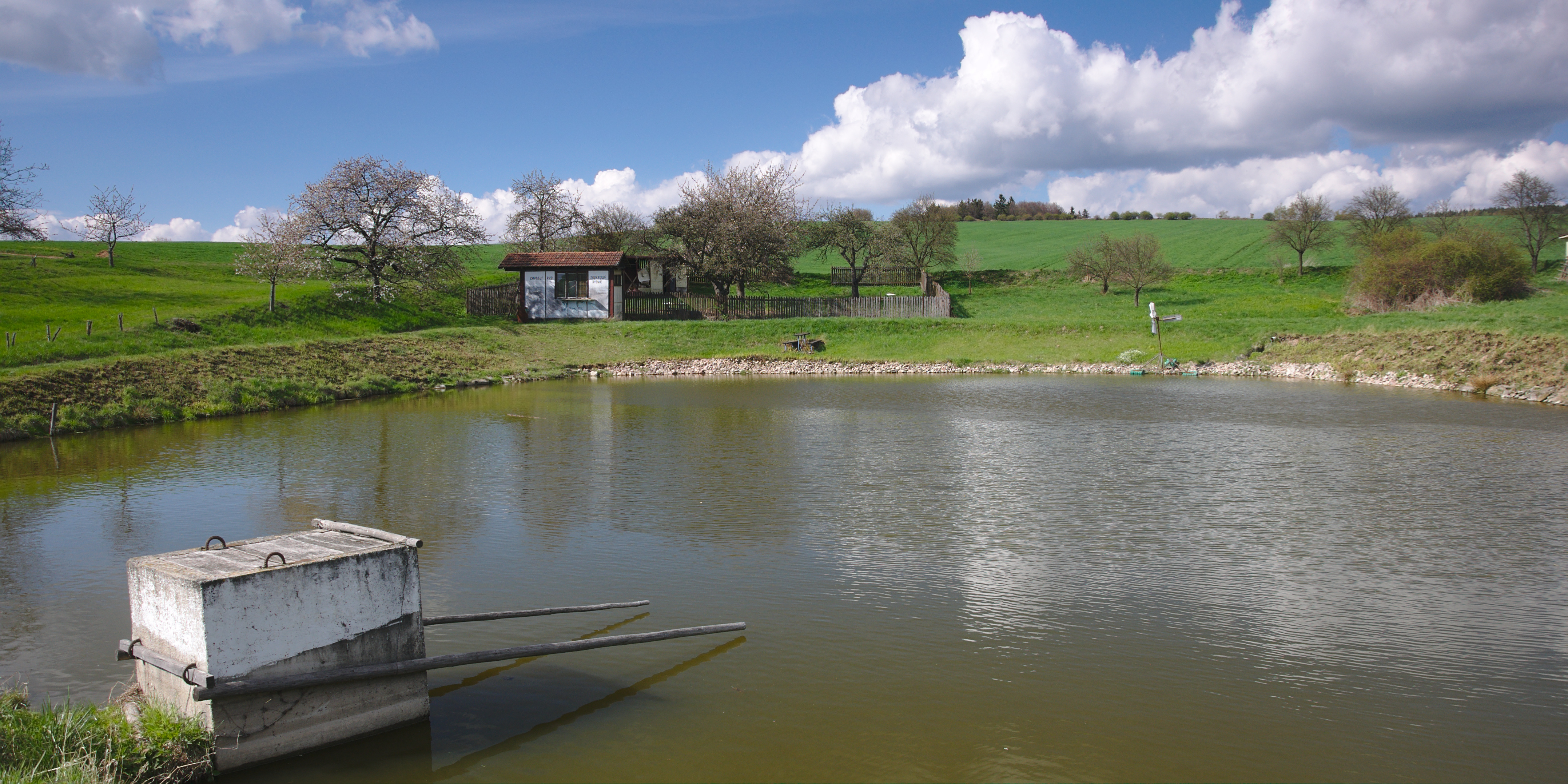
Rybník severně od obce